# يقتلنى بنعومه بأغنيته (أغنية)
يقتلنى بنعومه بأغنيته (بالإنجليزية: Killing Me Softly with His Song)‏ أغنية من ألحان تشارلز فوكس، وكلمات نورمان جيمبل. تمت كتابة كلمات الأغنية بالتعاون مع المغنية الأمريكية لوري ليبرمان بعد أن استوحت إلهامها من أداء دون ماكلين في أواخر عام 1971. أصدرت ليبرمان نسختها من الأغنية في عام 1972، لكنها لم تظهر على قوائم الأغاني، وفي عام 1973، احتلت قمة القوائم في الولايات المتحدة وكندا بصوت الأمريكية السمراء روبرتا فلاك، كما وصلت إلى المركز السادس في قائمة أفضل الأغاني الفردية في المملكة المتحدة. قام العديد من الفنانين بإصدار نسخهم الخاصة من الأغنية. فازت نسخة روبرتا فلاك بجائزة الجرامي لعام 1974 لأفضل أداء صوتي وأفضل أداء صوتي للإناث، وفاز إصدار فريق «فوجيس» بجائزة الجرامي لعام 1997.
بعد عقود من تأكيد مساهمة المغنية لوري ليبرمان، غيّر فوكس وجيمبل قصتهم حول أصول الأغنية للتقليل من دورها، كما هدد جيمبل المغني دون ماكلين بدعوى قضائية في عام 2008، وطالب ماكلين بإزالة من موقعه على الإنترنت التأكيد على أنه كان مصدر إلهام للأغنية، لكن ماكلين رد بإظهار كلماته الأصلية التي تؤكد الإلهام، والتي نُشرت في عام 1973.

## نسخة لوري ليبرمان
كانت المغنية الطموحة لوري ليبرمان تبلغ من العمر 19 عامًا في عام 1971، عندما تعرفت على كاتب الأغاني المخضرم نورمان جيمبل والملحن تشارلز فوكس. وقعت مع الرجلان على كتابة أغانيها وإدارة أعمالها، مقابل 20٪ من دخلها.  
شاهدت ليبرمان، في نوفمبر 1971، عرض دون ماكلين في ملهى تروبادور الليلي في لوس أنجلوس. كانت أغنية ماكلين الناجحة «الفطيرة الأمريكية» ترتفع في قوائم الأغاني، لكن ليبرمان تأثرت بشدة بغناء ماكلين أغنيته «المقاعد الخالية»، وكتبت ملاحظات شعرية على منديل ورقي أثناء أدائه للأغنية. اتصلت ليبرمان هاتفياً بجيمبل لتقرأ له ملاحظات منديلها وتشارك تجربتها مع المغني الذي وصل إلى أعماق عالمها بأغنيته. كان من ضمن ملاحظاتها جملة «القتل اللطيف». قال جيمبل في عام 1973 أن «محادثتها غذتني، وألهمتني، وأعطتني بعض اللغة واختيار الكلمات»، ونقل جيمبل هذه الكلمات إلى فوكس، الذي جعلها متناسقة مع الموسيقى.
سجلت لوري الأغنية التي لم تلقى أي نجاح، وكانت إذا غنتها على المسرح تذكر تأثرها بغناء دون ماكلين.
قال دون ماكلين في عام 1973 إنه فوجئ بمعرفته أن الأغنية وصفت غنائه: «أنا مندهش تمامًا... لقد سمعت نسخة كل من لوري وروبرتا ويجب أن أقول إنني شديد التواضع بشأن الأمر برمته... لا يسعك إلا أن تشعر بهذه الطريقة حيال أغنية تم كتابتها وأدائها مثل هذه الأغنية».

## نسخة روبرتا فلاك
كانت لوري ليبرمان أول من سجل الأغنية في أواخر عام 1971. قالت المغنية الكندية هيلين ريدي والتي كانت تتمتع بشهرة عريضة في هذا الوقت: «إن الأغنية تم عرضها علي، وظلت على جهاز الاسطوانات لأشهر دون أن يتم تشغيلها لأنني لم يعجبني العنوان».
سمعت روبرتا فلاك الأغنية لأول مرة على متن طائرة، عندما ظهرت نسخة ليبرمان الأصلية في البرنامج الصوتي على متن الطائرة. يتذكر روبرتا فلاك: «عنوان الأغنية، بالطبع، صدمني في وجهي... سمعت الأغنية ثمانية على الأقل، ودونت عشر مرات اللحن الذي سمعته، وعندما وصلت، اتصلت على الفور بمنتج الأغاني كوينسي جونز في منزله وسألته عن كيفية مقابلة الملحن تشارلز فوكس»، وبدأت التدريب على الأغنية مع فرقتها.
افتتحت روبرتا فلاك حفلة للمغني مارفن جاي في سبتمبر 1972، على المسرح اليوناني، بعد أداء أغنية الظهور المعدة لها، نصحها جاي بغناء أغنية إضافية، وغنت «يقتلنى بنعومه بأغنيته»، وأصيب الجمهور بالجنون، وتوجه مارفن جاي نحوي ووضع ذراعه حولي وقال: «حبيبي، لا تغني هذه الأغنية مرة أخرى على الهواء مباشرة حتى تقومي بتسجيلها».
صدرت نسخة فلاك في يناير 1973، وأمضت إجمالي خمسة أسابيع غير متتالية في المركز الأول في فبراير ومارس، أي أنها حققت ما لم تحققه أي أغنية أخرى في عام 1973. صنفتها مجلة بيلبورد على أنها الأغنية رقم 3 لعام 1973.
فازت فلاك بجائزة جرامي لعام 1973 لأفضل أداء صوتي في البوب وأفضل أداء صوتي للسيدات، مع فوز جيمبل وفوكس بجائزة غرامي لأغنية العام.
تم مزج نسخة روبرتا فلاك في عام 1996، بطريقة ريمكس موسيقى «الهاوس» لتحتل المرتبة الأولى على قائمة الرقص الأمريكي.
دخلت نسخة فلاك في عام 1999، إلى قاعة مشاهير جرامي، واحتلت المرتبة رقم 360 في قائمة رولينج ستون لأعظم 500 أغنية في كل العصور، والمرتبة 82 في أعظم أغاني بيلبورد في كل العصور.
نسخة روبرتا فلاك على القوائم حول العالم
احتلت المركز الأول في: الولايات المتحدة – كندا – أستراليا.
احتلت المركز الثاني على: قائمة الاستماع السهل – قائمة آر آند بي في بيلبورد.
احتلت المركز الثالث والرابع على التوالي في هولندا  والنرويج.
احتلت مراكز مختلفة في: أيرلندا – سويسرا – المملكة المتحدة – ألمانيا.

## نسخة فريق فوجيس
سجل الفريق الثلاثي الأمريكي لموسيقى الهيب هوب «فوجيس» نسخته من «يقتلنى بنعومه بأغنيته» عام 1996، ضمن ألبوم الفريق «النتيجة The Score».
نجحت الأغنية نجاحاً كبيراً حيث وصلت إلى المركز الثاني على قائمة البث الإذاعي في الولايات المتحدة، وتصدرت قوائم أفضل الأغاني في المملكة المتحدة، حيث أصبحت الأغنية الأكثر مبيعًا في البلاد عام 1996، ومنذ ذلك الحين بيع منها 1.36 مليون نسخة في بريطانيا، وحصلت على شهادة البلاتين من جمعية صناعة التسجيلات الأمريكية، لبيع ما يقرب من ثلاثة ملايين نسخة في الولايات المتحدة، كما فازت بجائزة الجرامي لعام 1997، وحصل الفيديو الخاص بالأغنية على جائزة ام تي في لأفضل فيديو.
وصفت مجلة سبين Spin الأغنية في يناير 1997: «أغنية كلاسيكية، تنبعث من كل سيارة تمر من ساحل إلى ساحل، مع صوت مغنية الفريق لورين هيل المؤثر». احتفلت مجلة بيلبورد بالذكرى العشرين للألبوم في فبراير 2016، واستعرضت الأغنية وكتبت: «إنها نسخة جميلة تحافظ على روح الأصل بينما تأخذ المستمع في اتجاهات جديدة».
نسخة فوجيس على القوائم حول العالم
احتلت الأغنية المركز الأول في: أستراليا – النمسا – بلجيكا – كندا – جمهورية التشيك – الدنمارك – فنلندا – فرنسا – ألمانيا – المجر – أيرلندا – أيسلندا – إيطاليا – نيوزلندا – هولندا – النرويج – إسكتلندا – السويد – سويسرا – المملكة المتحدة – الولايات المتحدة – زيمبابوي)
احتلت المراكز الثاني والثامن على التوالي في: بولندا – إسبانيا.
حصلت الأغنية على شهادة البلاتين في: أستراليا – النمسا – بلجيكا – فرنسا – ألمانيا – هولندا – نيوزيلندا – النرويج – الولايات المتحدة.
حصلت على جائزة الأسطوانة الذهبية في: إيطاليا – السويد – سويسرا.

## كلمات الأغنية
يحرك أوتار ألمي بأصابعه Strumming my pain with his fingers
يغني حياتي بكلماته Singing my life with his words
يقتلنى بنعومة بأغنيته Killing me softly with his song
يقتلنى بنعومة بأغنيته Killing me softly with his song
يروي حياتي كلها بكلماته Telling my whole life with his words
يقتلنى بنعومة بأغنيته Killing me softly with his song
سمعت أنه غنى أغنية جيدة I heard he sang a good song
سمعت أن لديه أسلوب I heard he had a style
ولذا جئت لرؤيته And so I came to see him
للاستماع لبعض الوقت To listen for a while
وكان هناك هذا الصبي الصغير And there he was this young boy
غريب لعيني A stranger to my eyes
يحرك أوتار ألمي بأصابعه Strumming my pain with his fingers
شعرت بالحمى تجتاحني I felt all flushed with fever
خجلانة من الحشد Embarrassed by the crowd
شعرت أنه وجد رسائلي I felt he found my letters
وقرأ كل واحد بصوت عال And read each one out loud
صليت لكي يتوقف I prayed that he would finish
لكنه استمر في ذلك But he just kept right on
يحرك أوتار ألمي بأصابعه Strumming my pain with his fingers
غنى كما لو كان يعرفني He sang as if he knew me
في كل يأسي المظلم In all my dark despair
ثم نظر من خلالي And then he looked right through me
كأنني غير موجودة As if I wasn't there
واستمر في الغناء And he just kept on singing
يغني بقوة ووضوح Singing clear and strong
يحرك أوتار ألمي بأصابعه Strumming my pain with his fingers

## وصلات خارجية
https://www.songfacts.com/facts/roberta-flack/killing-me-softly-with-his-song يقتلنى بنعومه بأغنيته (أغنية)
https://www.theatlantic.com/entertainment/archive/2016/06/the-radical-meaning-of-killing-me-softly/484811/ يقتلنى بنعومه بأغنيته (أغنية)